# Mycetophila uboyasi
Mycetophila uboyasi är en tvåvingeart som beskrevs av Lane 1955. Mycetophila uboyasi ingår i släktet Mycetophila och familjen svampmyggor. Inga underarter finns listade i Catalogue of Life.